# Ogamska pisava
Ogamska pisava (keltsko ogham craobh, ang. Ogham -  sodobna irščina [ˈoː(ə)mˠ]; srednjeirščina: Ogum, ogom, kasneje ogam [ˈɔɣəmˠ]) je zgodnjesrednjeveški črkopis, ki se je uporabljala predvsem za pisanje zgodnje irščine (v "ortodoksnih" napisih, od 4. do 6. stoletja n. št.) in kasneje stare irščine (sholastični ogam, od 6. do 9. stoletja). Ohranjenih je približno 400 ortodoksnih napisov na kamnitih spomenikih po vsej Irski in zahodni Britaniji, od katerih je večina v južnem Munstru, največ zunaj Irske pa jih je v Pembrokeshiru v Walesu. Uporabljala se je predvsem za pisanje primitivne in stare irščine, pa tudi za pisanje stare valižanščine, piktijščine in latinščine. Sestavlja jo 20 pismenk za 15 soglasnikov in 5 samoglasnikov. Njihova oblika sistema štirih nizov od ene do petih črk, ki pravokotno ali poševno prečkajo, oziroma se dotikajo osrednje navpičnice, nakazuje, da je bila prvotno verjetno vklesovana na robove kamnitih predmetov.
Veliko večino napisov sestavljajo osebna imena.
Po visokosrednjeveškem Bríatharogamu je mogoče imena različnih dreves pripisati posameznim črkam. Zaradi tega je ogam včasih znan kot keltska drevesna abeceda.
Etimologija besede ogam ali ogham ostaja nejasna. Eden od možnih izvorov je irska beseda og-úaim, ki se nanaša na šiv, ki ga naredi konica ostrega orožja.

## Izvor
Na splošno velja, da so prvi napisi v oghamu nastali približno v 4. stoletju našega štetja, vendar je James Carney menil, da je njegov izvor prej v 1. stoletju pred našim štetjem. Čeprav se zdi, da je uporaba "klasičnega" ogama v kamnitih napisih zaživela v 5. in 6. stoletju okoli Irskega morja, je iz glasoslovnih podatkov jasno, da je pisava nastala pred 5. stoletjem. Predpostaviti je treba obdobje pisanja na les ali drug pokvarljiv material pred ohranjenimi spomeniškimi napisi, kar zadošča za izgubo glasov, ki jih predstavljajo úath ("H") in straif ("Z" v rokopisni tradiciji, vendar verjetno "F" iz "SW"), gétal (ki predstavlja mehkonebni nosnik "NG" v rokopisni tradiciji, vendar po izvoru verjetno "GW"), ki so očitno del sistema, vendar v napisih niso potrjeni.
Zdi se, da je bila pisava ogam oblikovana po vzoru druge pisave, nekateri pa menijo, da je celo le šifra njene predloge (Düwel 1968: poudarja podobnost s šiframi germanskih run). Največ raziskovalcev za to predlogo zagovarja latinico, čeprav imata svoje zagovornike tudi Elder Futhark in celo grška abeceda. Runski izvor bi elegantno pojasnil prisotnost črk "H" in "Z", ki se v irščini ne uporabljata, ter prisotnost samoglasniških in soglasniških različic "U" oz. "W", ki jih latinična pisava ne pozna in so se v grščini izgubile (prim. digama). Latinska abeceda je glavni kandidat predvsem zato, ker je njen vpliv v zahtevanem obdobju (4. stoletje) najlažje dokazljiv, saj je bila široko uporabljena v sosednji rimski Britaniji, medtem ko rune v 4. stoletju niso bile zelo razširjene niti v celinski Evropi.
Na Irskem in v Walesu se jezik spomeniških kamnitih napisov imenuje primitivna irščina. Prehod v staro irščino, jezik prvih virov v latinici, se zgodi približno v 6. stoletju. Ker so ogamski napisi sestavljeni skoraj izključno iz osebnih imen in oznak, ki morda označujejo lastništvo zemlje, so jezikovne informacije, ki jih je mogoče zaslediti iz obdobja primitivne irščine, večinoma omejene na glasovni razvoj.

### Teorije izvora
Med učenjaki obstajata dve glavni mnenji o motivih za nastanek ogamske pisave. Učenjaki, kot sta Carney in MacNeill, menijo, da je bil ogham najprej ustvarjen kot skrivna abeceda, ki so jo Irci oblikovali tako, da je niso razumeli tisti, ki so poznali latinično abecedo. Ta teorija trdi, da so "abecedo ustvarili irski učenjaki ali druidi iz političnih, vojaških ali verskih razlogov, da bi zagotovili tajno komunikacijsko sredstvo v nasprotju z oblastmi rimske Britanije". Rimski cesarstvo, ki je takrat vladalo sosednji južni Britaniji, je za Irsko predstavljalo resnično grožnjo napada, kar je morda spodbudilo nastanek abecede. V poznejših stoletjih, ko se je nevarnost napada umaknila in so Irci sami napadali zahodne dele Britanije, bi bila želja po ohranjanju sporazumevanja v tajnosti pred Rimljani ali romaniziranimi Britanci še vedno spodbuda. Glede na dvojezične ogamske in latinične napise v Walesu pa bi lahko domnevali, da je ogam zlahka dešifrirala vsaj peščica izobražencev v postrimskem svetu.
Druga glavna teorija, ki so jo predstavili učenjaki, kot je McManus, pravi, da so ogam izumile prve krščanske skupnosti na zgodnji Irskem iz želje po edinstveni abecedi za pisanje kratkih sporočil in napisov v irskem jeziku. Trdi, da je bilo glasove primitivne irščine težko prepisati v latinico, zato se je izum ločene abecede zdel primeren. McManus (1991:41) predlaga, da je možen tak izvor zgodnjekrščanska skupnost, za katero je znano, da je na Irskem obstajala najpozneje od okoli leta 400, njen obstoj pa potrjuje Palladijevo poslanstvo papeža Celestina I. leta 431.
Obstaja različica je, da je bila abeceda iz kakršnegakoli razloga prvič izumljena v irskih naselbinah v zahodnem Walesu v 4. stoletju po stiku in porokah z romaniziranimi Britanci, ki so poznali latinično abecedo. Dejansko je več ogamskih kamnov v Walesu dvojezičnih, saj vsebujejo tako irsko kot britansko latinico, kar priča o mednarodnih stikih, zaradi katerih so nekateri od teh kamnov nastali.
Tretja teorija, ki jo je predstavil znani poznavalec ogama R. A. S. Macalister, je bila nekoč zelo vplivna, danes pa je med znanstveniki malo priljubljena. Macalister je menil, da so ogham prvič izumili galski druidi v Cisalpinski Galiji okoli leta 600 pred našim štetjem kot skrivni sistem ročnih znakov, navdih zanj pa je bila oblika grške abecede, ki je bila takrat priljubljena v severni Italiji. Po tej teoriji se je abeceda prenašala le ustno ali na lesu, dokler ni bila končno zapisana na kamnitih napisih v zgodnjekrščanski Irski. Vendar so si poznejši raziskovalci večinoma enotni, da to teorijo zavračajo, predvsem zato, ker podrobna študija črk kaže, da so bile ustvarjene posebej za primitivne Irce v prvih stoletjih našega štetja. Tudi domnevne povezave z obliko grške abecede, ki jo je predlagal Macalister, je mogoče ovreči. 
Macalistrova teorija o signalih rok ali prstov kot viru za ogam je odraz dejstva, da je znakovna črka sestavljeno iz štirih skupin petih črk z zaporedjem črt od ena do pet. Med sodobnimi raziskovalci je priljubljena teorija, da oblike črk izvirajo iz različnih številčnih sistemov števnih oznak, ki so obstajali v tistem času. To teorijo sta prva predlagala znanstvenika Rudolf Thurneysen in Joseph Vendryes, ki sta predlagala, da je bila pisava ogam navdihnjena z že obstoječim sistemom štetja, ki je temeljil na številkah pet in dvajset, ki so ga nato prvi ogamisti prilagodili obliki abecede.

### Opis po legendah
V skladu z Lebor Gabála Érenn iz 11. stoletja, Auraicept na n-Éces iz 14. stoletja in drugo srednjeveško irsko folkloro je ogham kmalu po padcu Babilonskega stolpa skupaj z gelskim jezikom izumil legendarni skitski kralj Fenius Farsa. Po pripovedovanju Auraicepta je Fenius potoval iz Skitije skupaj z Goídel mac Ethéoir, Íar mac Nema in spremstvom 72 učenjakov. Prišli so na ravnico Šinar, da bi v Nimrodovem stolpu (Babilonskem stolpu) preučevali zmedene jezike. Ko so ugotovili, da so že razpršeni, je Fenius poslal svoje učenjake, naj jih preučijo, in ostal v stolpu, kjer je usklajeval prizadevanja. Po desetih letih so bile raziskave končane in Fenius je v Bérla tóbaide ustvaril "izbrani jezik", pri čemer je vzel najboljše od vsakega od zmedenih jezikov, ki ga je po Goídelu mac Ethéoiru poimenoval Goídelc, Goidelic. Ustvaril je tudi razširitve goídelca, imenovane Bérla Féne, po sebi, Íarmberla, po Íar mac Nema, in druge, ter Beithe-luis-nuin (ogham) kot izpopolnjen sistem pisanja za svoje jezike. Imena, ki jih je dal črkam, so bila imena njegovih 25 najboljših učenjakov.
Ogamski traktat pa Ogmi pripisuje izum pisave. Ogma je bil vešč govora in poezije ter je ustvaril sistem za izobražence, iz katerega so bili izključeni kmetje in norci. Prvo sporočilo, napisano v ogamskem jeziku, je bilo sedem črk b na brezi, poslano kot opozorilo Lugu, kar je pomenilo: "Tvojo ženo bo sedemkrat odneslo na oni svet, če je breza ne bo zaščitila". Zato naj bi bila črka b poimenovana po brezi (izvirno birch), v Leboru Ogaim pa nadalje pripoveduje izročilo, da so bile vse črke poimenovane po drevesih, na kar se sklicuje tudi Auraicept kot na alternativo poimenovanju po Fenijevih učencih.

## Abeceda: Beith-Luis-Nin
Strogo gledano se beseda ogam (ogham) nanaša le na obliko črk ali pisavo, medtem ko so same črke znane pod skupnim imenom Beith-luis-nin po imenih prvih črk (na enak način, kot sodobna angleška beseda "alphabet" izhaja iz grških črk alfa in beta). Vrstni red črk je BLFSN, zaradi česar je učenjak Macalister predlagal, da je bil prvotno vrstni red črk BLNFS. To naj bi se ujemalo z njegovimi lastnimi teorijami, ki so Beith-luis-nin povezovale z obliko grške abecede, ki je bila v 6. in 5. stoletju pred našim štetjem aktualna v severni Italiji. Vendar za Macalisterjeve teorije ni dokazov in poznejši znanstveniki so jih zavrnili. Za ime Beith-luis-nin obstajajo tudi druge razlage. Ena od razlag je, da se je beseda nin, ki dobesedno pomeni "razvejana veja", redno uporabljala tudi za pisano pismo na splošno. Beith-luis-nin bi torej lahko pomenilo preprosto "pisma Beith-luis". Druga razlaga je, da je Beith-luis-nin priročno skrčenje prvih petih črk: Beith-LVS-nin.
Abecedo ogham je prvotno sestavljalo dvajset različnih znakov (feda), razporejenih v štiri serije aicmí (množina od besede aicme "družina"; primerjaj z aett). Vsaka aicme je bila poimenovana po svojem prvem znaku (Aicme Beithe, Aicme hÚatha, Aicme Muine, Aicme Ailme, "skupina B", "skupina H", "skupina M", "skupina A"). Pozneje je bilo (predvsem v rokopisni tradiciji) uvedenih še pet dodatnih črk, tako imenovanih forfeda.
V Ogamski razpravi je navedenih tudi približno sto variantnih ali skrivnih načinov zapisa ogama (92 v knjigi Ballymote), na primer "ščitni ogam" (ogam airenach, št. 73). Celo mlajši futhark je predstavljen kot neke vrste "vikinški ogham" (št. 91, 92).
Štirje primarni aicmí so s svojimi transkripcijami v rokopisnem izročilu in svojimi imeni v skladu z rokopisnim izročilom v normalizirani stari irščini, ki jim sledijo njihove primitivne irske glasovne vrednosti in domnevno izvirno ime v primitivni irščini, v primerih, ko je znan izvor imena:
- Oznake na desno stran/navzdol
  1. B beith [b] (*betwi-s)
  2. L luis [l] (*lubsti-)
  3. F fearn [w] (*wernā)
  4. S saille [s] (*salik-s)
  5. N nuin [n]
- Oznake na levo stran/navzgor
  1. H úath [j] (*osato-)
  2. D duir [d] (*darek-s)
  3. T tinne [t]
  4. C coll [k] (*koslas)
  5. Q ceirt [kʷ] (*kʷer[x]tā)
- Prečne/pravokotne poteze
  1. M muin [m]
  2. G gort [ɡ] (*gorto-s)
  3. NG gétal [ɡʷ] (*gʷēdtlo-)
  4. Z straif [sw] ali [ts]?
  5. R ruis [r] (*rudsti-)
- zareze (samoglasniki)
  1. A ailm [a]
  2. O onn [o] (*osno-)
  3. U úr [u]
  4. E edad [e]
  5. I idad [i]

Črke za p očitno ni, saj je bil glas izgubljen v prakeltščini, vrzel ni bila zapolnjena v Q-keltščini, znak pa ni bil potreben, preden so se v irščini pojavile izposojenke iz latinščine, ki so vsebovale p (npr. Patrick). Nasprotno pa obstaja črka za ustnično-mehkonebni q (ᚊ ceirt), glas, ki se je izgubil v stari irščini. Osnovna abeceda je torej tako rekoč oblikovana za proto-keltščino.
Od petih forfeda ali dodatnih črk se v napisih redno pojavlja le prva, ébad, vendar večinoma z vrednostjo K (McManus, § 5.3, 1991), v besedi koi (ᚕᚑᚔ "here"). Ostale, razen emancholla, imajo največ po en določen "ortodoksni" (glej spodaj) napis. Zaradi njihove omejene praktične uporabe so poznejši ogamisti dodatne črke spremenili v vrsto dvoglasnikov in popolnoma spremenili vrednosti za pín in emancholl. To pomeni, da je abeceda spet ostala brez črke za glas "P", zaradi česar so morali izumiti črko peithboc (mehki "B"), ki se pojavi le v rokopisih.
- EA ébad [k], [x]; [eo]
- OI óir [oi]
- UI uillenn [ui]
- P, kasneje IO pín (kasneje iphín) [p], [io]
- X ali Ch (kot v loch), pozneje AE emancholl [x]; [ai]

### Imena črk
Črkovna imena se v rokopisnem izročilu razlagajo kot imena dreves ali grmovja, in sicer v Auraicept na n-Éces in In Lebor Ogaim ("Ogamska razprava"). V sodobnem času jih je prvič obravnaval Ruaidhrí Ó Flaithbheartaigh (1685), ki jih je vzel za svoje. Auraicept sam se zaveda, da vsa imena niso znana drevesna imena: "Vse to so imena dreves, kot jih najdemo v Ogamski knjigi gozdov, in niso izpeljana od ljudi", pri čemer priznava, da "nekatera od teh dreves danes niso znana". Auraicept za vsako črko navaja kratek stavek ali kenning, znan kot Bríatharogam, ki je tradicionalno spremljal vsako črkovno ime, in nadaljnjo gloso, ki pojasnjuje njihove pomene in določa drevo ali rastlino, povezano z vsako črko. Samo pet od dvajsetih osnovnih črk ima imena dreves, za katera Auraicept meni, da so razumljiva brez dodatnih glos, in sicer beith "breza (birch)", fearn "jelša (alder)", saille "vrba (willow)", duir "hrast" in coll "leska". Vsa druga imena je treba glosirati ali "prevesti".
Po mnenju vodilnega sodobnega preučevalca ogama Damiana McManusa je zamisel o "drevesni abecedi" nastala v staroirskem obdobju (recimo v 10. stoletju), vendar je starejša od primitivnega irskega obdobja ali vsaj časa, ko so bile črke prvotno poimenovane. Izvor je verjetno v tem, da so se črke zaradi svoje oblike imenovale feda "drevesa" ali nin "razvejane veje". Ker je bilo nekaj črk dejansko poimenovanih po drevesih, se je pojavila razlaga, da so se zaradi tega imenovale feda. Nekatera druga imena črk so se kot samostojne besede prenehala uporabljati in so se zato lahko svobodno razglašala za "starogealska" drevesna imena, medtem ko so srednjeveški glosatorji druga (kot so ruis, úath ali gort) bolj ali manj odločno razlagali kot vzdevke dreves.
McManus (1991, § 3.15) obravnava možne izvore vseh črkovnih imen in poleg petih zgoraj omenjenih doda še eno določeno drevesno ime: onn "jêsen" (v Auraiceptu je napačno "furze"). Tudi McManus (1988, str. 164) meni, da je ime Idad verjetno umetna oblika imena Iubhar "tisa", saj kenningi podpirajo ta pomen, in dopušča, da Ailm morda pomeni "bor", saj se zdi, da je v pesmi iz 8. stoletja uporabljen v tem pomenu. Tako je od dvajsetih črkovnih imen le osem imen dreves. Druga imena imajo različne pomene, ki so navedeni na spodnjem seznamu.
- Beith, staroirsko Beithe pomeni "breza (birch)", sorodno srednjevelškemu bedw. Latinsko betula velja za izposojenko iz galskega sorodnega imena.
- Luis, staroirsko Luis je sorodno besedi luise "plamen (blaze)" ali lus "zelišče". V drevesni tradiciji je to caertheand "jelen".
- Fearn, staroirsko Fern pomeni "jelša", primitivno irsko *wernā, tako da je bila prvotna vrednost črke [w].
- Sail, staroirsko Sail pomeni "vrba", sorodno latinskemu salix.
- Nion, staroirsko Nin pomeni "podstrešje". V drevesni tradiciji je uinnius "jesenovo drevo".
- Uath, staroirsko Úath pomeni úath "groza, strah"; drevesna tradicija ima "beli trn". Prvoten izvor imena in vrednost črke pa sta nejasni. McManus (1986) je predlagal vrednost [y]. Peter Schrijver (glej McManus 1991:37) je predlagal, da če je úath "strah" soroden latinskemu pavere, bi se lahko sled PIE *p ohranila v primitivni irščini, vendar za to ni neodvisnih dokazov.
- Dair, staroirski Dair pomeni "hrast" (PIE *doru-).
- Tinne, staroirsko Tinne na podlagi dokazov iz kennings pomeni "palica kovine, ingot". V drevesni tradiciji je cuileand "bodika, božje drevce".
- Coll, staroirsko Coll je pomenilo "leskovo drevo", sorodno valižanskemu collen, ki ga arborealna razlaga pravilno razlaga kot cainfidh "leska" (hazel). Sorodna je latinska beseda corulus ali corylus.
- Ceirt, staroirsko Cert je sorodno valižanskemu perth "grm", latinskemu quercus "hrast" (PIE *perkwos). Zamenjan je bil s staroirskim ceirt "krpa", kar se odraža v kennings. Auraicept glosira aball kot "jabolko" (apple).
- Muin, staroirsko muin: kenningi to ime povezujejo s tremi različnimi besedami, muin "vrat, zgornji del hrbta", muin "zvijača, zvijača" in muin "ljubezen, spoštovanje". V drevesni tradiciji je finemhain "trta".
- Gort, staroirsko Gort pomeni "polje" (sorodno z vrt). V drevesni tradiciji je edind "bršljan".
- nGéadal, staroirsko Gétal iz kennings ima pomen "ubijanje", morda soroden z gonid "ubija", iz PIE gwen-. Vrednost črke v primitivni irščini je bila torej glasovni labiovelar, [ɡʷ]. Drevesna tradicija glosira cilcach kot "metla" ali "praprot".
- Straif, staroirsko Straiph pomeni "žveplo". Primitivna irska črkovna vrednost je negotova, morda je šlo za sičnik, ki se razlikuje od s, ki ga je prevzel sail, morda za refleks /st/ ali /sw/. V drevesni tradiciji je draighin "črni trn".
- Ruis, staroirsko Ruis pomeni "rdeča (red)" ali "rdečica (redness)", glosirano kot trom "bezeg".
- Ailm, staroirsko Ailm ima negotov pomen, morda "borovec". Auraicept ima crand giuis .i. ochtach, "jelka" ali "borovec".
- Onn, staroirsko Onn pomeni "jesenovo drevo", čeprav Auraicept glosira aiten "furze".
- Úr, staroirsko Úr na podlagi kennings pomeni "zemlja, glina". Auraicept glosira fraech "vresovje".
- Eadhadh, staroirsko Edad z neznanim pomenom. Auraicept glosira crand fir no crithach "testno drevo ali osika".
- Iodhadh, staroirsko Idad je nejasnega pomena, vendar je verjetno oblika ibhar "tisa", kar je pomen, ki mu ga daje drevesna tradicija.

Med forfedami so štiri glosirane z auraiceptom:
- Eabhadh, staroirsko Ebhadh s crithach "osika";
- Ór "zlato" (iz latinskega aurum); v arborealnem izročilu je feorus no edind "vreteno ali bršljan"
- Uilleann, staroirsko Uilleand "komolec"; drevesna tradicija ima edleand "medičina"
- Pín, pozneje Ifín, staroirsko Iphin s spinan no ispin "kosmulja ali trnje".

Peta črka je Emancholl, kar pomeni "dvojček leske".

## Zbirka
Monumentalne napise ogam najdemo na Irskem in v Walesu, nekaj dodatnih primerkov pa v jugozahodni Angliji (Devon in Cornwall), na otoku Man in na Škotskem, vključno s Shetlandskimi otoki in enim primerkom iz Silchestra v Angliji. Uporabljali so jih predvsem kot ozemeljske oznake in spomenike (nagrobne kamne). Kamen v spomin na Vortiporija, kralja Dyfeda iz 6. stoletja (prvotno v Clynderwenu), je edini napis na ogamskem kamnu, na katerem je ime prepoznavnega posameznika. Jezik napisov je večinoma primitivna irščina; na redkih napisih na Škotskem, kot je kamen Lunnasting, so zapisani fragmenti verjetno piktskega jezika.
Starejši primeri so stoječi kamni, kjer je bila pisava vklesana v rob (droim ali faobhar) kamna, ki je tvoril osnovo, ob kateri so bili izklesani posamezni znaki. Besedilo teh napisov "ortodoksnega Ogama" se začne brati na spodnji levi strani kamna, nadaljuje se navzgor po robu, čez vrh in navzdol po desni strani (v primeru dolgih napisov). Skupno je znanih približno 380 napisov (kar je mimogrede zelo blizu številu znanih napisov v sodobni Starejši Futhark), od katerih jih je daleč največ v jugozahodni irski provinci Munster. Več kot tretjina vseh najdb je samo v grofiji Kerry, največ v nekdanjem kraljestvu Corcu Duibne.
Poznejši napisi so znani kot "sholastični" in so nastali po 6. stoletju. Izraz "sholastični" izhaja iz dejstva, da naj bi se napisi zgledovali po rokopisnih virih, namesto da bi bili nadaljevanje prvotne spomeniške tradicije. Za razliko od ortodoksnega ogama je na nekaterih srednjeveških napisih vseh pet forfedov. Scholastični napisi so napisani na stebelnih črtah, ki so vrezane v lice kamna, in ne ob njegovem robu. Ogham se je do 16. stoletja občasno uporabljal tudi za zapiske v rokopisih. Sodoben napis ogham je na nagrobniku iz leta 1802 v kraju Ahenny v okrožju Tipperary.
Na Škotskem so znani številni napisi, ki uporabljajo pisavo ogham, vendar je njihov jezik še vedno predmet razprav. Richard Cox je v knjigi The Language of Ogham Inscriptions in Scotland (1999) dokazal, da je jezik teh napisov stara norveščina, vendar drugih ta analiza ni prepričala in menijo, da so kamni piktskega izvora. Zaradi pomanjkanja znanja o Piktih pa napisi ostajajo nerazčiščeni, saj je njihov jezik morda neindoevropski. Piktski napisi so sholastični in naj bi se zgledovali po rokopisnem izročilu, ki so ga na Škotsko prinesli galski naseljenci.
Redek primer pokristjanjene (križno izpisane) kamnite plošče Ogham je na ogled v cerkvi St Mary's Collegiate Church Gowran v grofiji Kilkenny.

## Druga, nespomeniška raba
Podatki iz zgodnjih irskih sag in legend kažejo, da se je ogham uporabljal tudi za kratka sporočila na les ali kovino, bodisi za prenos sporočil bodisi za označevanje lastništva predmeta, na katerega je bil napisan. Zdi se, da so bila nekatera od teh sporočil skrivnostne narave, nekatera pa so bila namenjena tudi magičnim namenom. Poleg tega viri, kot je In Lebor Ogaim ali Ogham Tract, dokazujejo, da se je ogham morda uporabljal za vodenje zapisov ali seznamov, kot so rodovniki in številčni popisi premoženja in poslovnih transakcij. Obstajajo tudi dokazi, da se je ogham morda uporabljal kot sistem prstnih ali ročnih znakov.
V poznejših stoletjih, ko se ogam ni več uporabljal kot praktična abeceda, je ohranil svoje mesto v učenju galskih učenjakov in pesnikov kot osnova slovnice in pesniških pravil. Vse do sodobnega časa se je latinska abeceda v gaelščini poučevala z uporabo imen črk, izposojenih iz Beith-Luis-Nin, skupaj s srednjeveško povezavo vsake črke z različnim drevesom.

## Vzorci
| Ogam                                                  | prečrkovanje                                        | angleški prevod                                      | slovenski prevod                               | vir                                           |
| ----------------------------------------------------- | --------------------------------------------------- | ---------------------------------------------------- | ---------------------------------------------- | --------------------------------------------- |
| ᚛ᚁᚔᚃᚐᚔᚇᚑᚅᚐᚄᚋᚐᚊᚔᚋᚒᚉᚑᚔ᚜ ᚛ᚉᚒᚅᚐᚃᚐ[ᚂᚔ]᚜                    | BIVAIDONAS MAQI MUCOI CUNAVA[LI]                    | "[Stone] of Bivaidonas, son of the tribe Cunava[li]" | "[Kamen] Bivaidonasa, sina plemena Cunava[li]" | ogamski kamen Ballaqueeney, otok Man          |
| ᚛ᚂᚓᚌᚌ[--]ᚄᚇ[--]ᚂᚓᚌᚓᚄᚉᚐᚇ᚜ ᚛ᚋᚐᚊ ᚉᚑᚏᚏᚁᚏᚔ ᚋᚐᚊ ᚐᚋᚋᚂᚂᚑᚌᚔᚈᚈ᚜ | LEGG[...]SD[...]LEGESCAD MAQ CORRBRI MAQ AMMLLOGITT | "Legescad, son of Corrbrias, son of Ammllogitt"      | "Legescad, sin Corrbriasa, sin Ammllogitta"    | ogamski kamen Breastagh, County Mayo, Ireland |

## Unicode
Ogam je bil v standard Unicode dodan septembra 1999 z izdajo različice 3.0.
Pisava navedenih imen je standardizacija iz leta 1997, ki se uporablja v standardu Unicode in irskem standardu 434:1999.
Blok Unicode za ogham je U+1680-U+169F.
| Ogham uradna kodna tabela Unicode | Ogham uradna kodna tabela Unicode | Ogham uradna kodna tabela Unicode | Ogham uradna kodna tabela Unicode | Ogham uradna kodna tabela Unicode | Ogham uradna kodna tabela Unicode | Ogham uradna kodna tabela Unicode | Ogham uradna kodna tabela Unicode | Ogham uradna kodna tabela Unicode | Ogham uradna kodna tabela Unicode | Ogham uradna kodna tabela Unicode | Ogham uradna kodna tabela Unicode | Ogham uradna kodna tabela Unicode | Ogham uradna kodna tabela Unicode | Ogham uradna kodna tabela Unicode | Ogham uradna kodna tabela Unicode | Ogham uradna kodna tabela Unicode |
| --------------------------------- | --------------------------------- | --------------------------------- | --------------------------------- | --------------------------------- | --------------------------------- | --------------------------------- | --------------------------------- | --------------------------------- | --------------------------------- | --------------------------------- | --------------------------------- | --------------------------------- | --------------------------------- | --------------------------------- | --------------------------------- | --------------------------------- |
|                                   | 0                                 | 1                                 | 2                                 | 3                                 | 4                                 | 5                                 | 6                                 | 7                                 | 8                                 | 9                                 | A                                 | B                                 | C                                 | D                                 | E                                 | F                                 |
| U+168x                            |                                   | ᚁ                                 | ᚂ                                 | ᚃ                                 | ᚄ                                 | ᚅ                                 | ᚆ                                 | ᚇ                                 | ᚈ                                 | ᚉ                                 | ᚊ                                 | ᚋ                                 | ᚌ                                 | ᚍ                                 | ᚎ                                 | ᚏ                                 |
| U+169x                            | ᚐ                                 | ᚑ                                 | ᚒ                                 | ᚓ                                 | ᚔ                                 | ᚕ                                 | ᚖ                                 | ᚗ                                 | ᚘ                                 | ᚙ                                 | ᚚ                                 | ᚛                                 | ᚜                                 |                                   |                                   |                                   |

Opombe:
1. Različice Unicode 15.0
2. zadnja tri prazna polja označujejo nepodeljene kodne točke

## Neopoganizem
Sodobni new age in neopoganski pristopi k oghamu v veliki meri izhajajo iz zdaj diskreditiranih teorij Roberta Gravesa v knjigi The White Goddess (Bela boginja). V tem delu se je Graves zgledoval po teorijah preučevalca ogama R. A. S. Macalistra (glej zgoraj) in jih še dodatno razvil. Graves je predlagal, da je v abecedi ogham zakodiran niz verovanj, ki izvirajo z Bližnjega vzhoda iz kamene dobe in se nanašajo na obrede ob čaščenju boginje Lune v njenih različnih oblikah. Gravesov argument je izredno zapleten, vendar v bistvu trdi, da so na Hebrejce, Grke in Kelte vplivala ljudstva iz Egejskega morja, ki so jih Egipčani imenovali "ljudje morja" in so se v 2. tisočletju pred našim štetjem razširila po Evropi ter s seboj prinesla svoja verska prepričanja. Domneva, da so pesniki v zgodnji fazi te nauke zakodirali v obliki abecede, da bi na skrivni način, razumljiv le posvečencem, posredovali svoje čaščenje boginje (kot muze in navdiha vseh pesnikov). Sčasoma so to znanje prek galskih druidov prenesli na pesnike zgodnje Irske in Walesa. Graves je zato preučil tradicijo drevesne abecede, ki spremlja ogham, in raziskal drevesno folkloro vsakega od črkovnih imen ter predlagal, da vrstni red črk tvori starodavni "sezonski koledar drevesne magije". Čeprav so sodobni znanstveniki njegove teorije diskreditirali in zavrgli (vključno s samim Macalisterjem, s katerim si je Graves dopisoval), so jih z navdušenjem prevzeli nekateri privrženci neopoganskega gibanja. Poleg tega je Graves upošteval vrstni red črk ogama BLNFS, ki ga je predlagal Macalister (glej zgoraj), kar so številni new age in neopoganski pisci prevzeli kot "pravilen" vrstni red črk, čeprav so ga znanstveniki zavrnili.
Pripadniki novodruidizma in drugih oblik neopoganizma uporabljajo ogham predvsem za vedeževanje. Verovanje z ogamskimi simboli je morda omenjeno v zgodbi Tochmarc Étaíne iz irskega mitološkega cikla, v kateri druid Dalan vzame štiri palčke iz tise in nanje napiše oghamske črke. Nato orodja uporabi za nekaj, kar nekateri razlagajo kot obliko vedeževanja. Ker pa zgodba ne pojasnjuje, kako se s palicami ravna in kako se jih razlaga, je ta teorija odprta za razlago. Metoda vedeževanja, ki so jo izumili neopogani, vključuje metanje palic na tkanino, označeno z vzorcem, kot je Finnovo okno, in razlago vzorcev. Pri teh sodobnih metodah se pomen običajno opira na drevesni ogham, kjer je vsaka črka povezana z drevesom ali rastlino, pomen pa je izpeljan iz teh povezav. Medtem ko nekateri za pomene uporabljajo folkloro, ima na te metode in verovanja še vedno velik vpliv knjiga Roberta Gravesa The White Goddess (Bela boginja).